# Ying Chen
Ying Chen (en chino, 应晨, Shanghái, 1961) escritora chino-canadiense francófona. 
Estudió filología francesa en la Universidad Fudan y además de francés, habla mandarín, inglés, japonés, italiano, ruso y el dialecto de su región. En 1989 comenzó a estudiar en el departamento de lengua francesa de la Universidad McGill. Ha vivido en Magog y desde 2003 en Vancouver donde vive con sus dos hijos.

## Premios
- 1995 - Prix Québec-Paris, L'Ingratitude
- 1996 - Prix des libraires du Québec
- 1996 - Grand Prix des lectrices de Elle Québec
- 1999 - Prix Alfred-Desrochers

## Obras
- 1992 : La Mémoire de l'eau, Montreal, Leméac ; Arlés, Actes Sud ;
- 1992 : Les Lettres chinoises, Montreal, Leméac
- 1992 : L'Ingratitude, Montreal, Leméac ; Arlés, Actes Sud, 1995
- 1992 : Immobile, Montreal, Boréal
- 1993 : Le Champ dans la mer, Montreal, Boréal
- 2003 : Querelle d'un squelette avec son double, Montreal, Boréal;
- 2004 : Quatre Mille Marches : un rêve chinois, Montreal, Boréal
- 2006 : Le Mangeur, Montreal, Boréal
- 2008 : Un enfant à ma porte, Montreal, Boréal
- 2010 : Espèces, Montreal, Boréal